# 江藤慎一
江藤 慎一（えとう しんいち、1937年10月6日 - 2008年2月28日）は、熊本県山鹿市出身（福岡県北九州市生まれ）のプロ野球選手（捕手、内野手、外野手）・監督、解説者。
前妻は元宝塚歌劇団44期生の瀬戸みちる。次女のはやせ翔馬は74期生。プロ野球選手、コーチ、慶大の監督を務めた江藤省三は実弟。

## 経歴

### プロ入りまで
北九州で生まれたが、太平洋戦争による集団疎開で各地を転々とし、幼少時より新聞配達やアイスキャンディー売りなどで家計を助けていた。八幡製鐵で外野手を務めていた父から野球を教わり、捕手となる。小学4年次の1947年に母の郷里である山鹿へ引っ越す。中学進学後の1950年から本格的に野球を始め、4番・捕手として県大会に出場するなど活躍した。
中学卒業後の1953年に熊本商業高校へ進学し、1年次の同年秋からレギュラーとしてチームを引っ張る。3年次の1955年には夏の甲子園県予選で、西園寺昭夫を擁する熊本工に敗れ、甲子園には出場できなかった。
1956年に高校を卒業すると、江藤は野球で身を立てようとしたが就職口がなく、日鉄二瀬の濃人渉監督を訪ねた。濃人はどうせ使い物にならないだろうと思い、形式的なテストだけやって追い返すつもりだったが、ファイトがありいい体つきをしていたことを評価。新規採用は既に終わっていたところを、濃人は会社に臨時雇での採用を掛け合い、江藤はテスト入団を果たした。入社後は毎日長時間の肉体労働をこなしたあと、練習に参加。濃人からは「野球で身を立てなければお前は横道にそれてしまう。どっちがいいんだ」と言われながら目茶苦茶しごかれ、江藤はこれに応えて厳しい練習に耐えたという。江藤は後年「濃人さんに巡り会っていなかったら、今ここにはいなかっただろう。それだけは自信を持って言える」と語っている。江藤は入社直後は右方向しか打球が飛ばなかったが、濃人の指導によりきちっとしたスイングを身に付けた（チームメイトの古葉毅による）。1956年から1958年まで都市対抗に3年連続出場を果たし、1957年の大会では1回戦で鐘化カネカロンと対戦して決勝本塁打を放つ。この試合でチームメイトの村上峻介とバッテリーを組み、大会史上初の完全試合をアシスト。1958年の大会はエース・井洋雄の好投もあって決勝進出を果たすが、日本石油に敗れる。同年の産業対抗では決勝で日本ビールを降し、チームを初優勝に導いた。他の同僚には吉田勝豊がいた。

### 中日時代
1959年に強肩・強打の捕手として中日ドラゴンズへ入団したが、後に古葉は「江藤は私と一緒の広島に入団すると思っていたが、中日は広島の2倍以上の契約を提示したため江藤は中日に入団した」と述べている。契約金500万円、月給10万円であった。当時の中日は吉沢岳男が正捕手としての地位を確立していたため、杉下茂監督は前年引退した西沢道夫が守っていた一塁へと江藤をコンバート、最終的に外野を守らせる構想もあった。4月15日の巨人戦（後楽園）では、1-4で3点差を追う9回表に伊藤芳明からプロ入り12打席目で初本塁打となる2ラン本塁打を放つ。杉下は江藤を全130試合に起用し、その内125試合は一塁手としての出場であった。新人ながら森徹の後の5番を打ち、打率.281・15本塁打・84打点の好成績を挙げたが、31本塁打を放った桑田武（大洋）がいたため、新人王は逃した。
1961年には外野手を兼ねたが、初の20本塁打を達成してベストナインにも選出される。1962年には吉沢の移籍によって再度捕手に回り、森徹の移籍で4番も務めるようになるが、7月10日の巨人戦（中日）では判定への不信感から審判を殴打している。
1963年からは左翼手として確実性のあるバッティングで年々数字を上げ、同年は打率.290・25本塁打・70打点で2度目のベストナインに入る。6月18日の国鉄戦（後楽園）では、当時の日本記録である310勝を目前とした先発の金田正一に、6回を終わりわずか2安打と大記録を達成されそうなムードであった。しかし、7回表に2-2と同点に追いついたところで、江藤が金田のカーブを左翼席へ叩き込む満塁本塁打で一気に勝ち越し、6-3で逆転勝利。江藤は試合後の毎日新聞のインタビューに「（打った球が）カーブだった。ボックスに入った時、カネさんがとても気にしていると思い、打てるという予感がした。もちろんねらっていたんだ」とハキハキ答えている。8月25日の巨人戦（中日）では6回雨天コールドゲーム（6-6で引き分け）に抗議し、試合終了宣告後も雨の中で一人だけレフトの守備位置に立ち続けた。試合は成立しており2本塁打も記録に残るので引き上げるようコーチに諭されるが、江藤は「勝たなければ意味がない」と引き上げず、杉浦清監督になだめられてようやくダッグアウトに戻った。
1964年・1965年には2年連続で首位打者を獲得。1964年は王貞治が本塁打・打点の成績でぶっちぎりのトップを走り、9月初め時点で首位打者にも立っていたため「戦後初の三冠王もあるのではないか」と大いに騒がれていた。この状況に大いに燃えた江藤は「絶対に首位打者は渡さない」とばかりに闘志をむき出しにし、ショートへ深いゴロを打てば決して速くない足で一塁へ全力疾走してヘッドスライディングで飛び込むなど、とにかく一本でも多く安打を放って打率を稼ごうとする。その執念が身を結んだのか、9月9日の巨人戦（後楽園）で高橋明から二塁打と21号本塁打を放って逆転に成功。一度は王に逆転を許したものの、9月23日に王が江藤の打率を逆転できなかったため首位打者が確定し、打率.323で自身初の打撃タイトルを獲得。1965年は4月に肉離れを起こして連続試合出場記録が809試合でストップするが、前年同様に本塁打・打点のトップを走っていた王に三冠王は達成させないとばかりに打率を上げ、2年連続で首位打者に輝くとともに王の三冠王を阻止した。ON砲がそろって現役であった1959年から1974年の16年間のセ・リーグにおいて、2年連続で打撃タイトルを獲得したON以外の選手は江藤だけである。
1967年・1968年には34・36本塁打と長打力も発揮したが、首位打者以外では王にかなわなかった。1969年新たに監督に就任した水原茂に対し、選手を代表して叱責の厳しさに抗議したことで怒りに触れる。結局、同年のシーズンオフに水原の構想外となって球団からトレードを通告された。このトレードに対して中日ファンは強く反対し、球団への抗議電話はもちろん署名運動まで起こったが、球団側は水原の意志を優先した。水原が監督就任発表時に中京財界の要人らを従えてきたこともあって、水原に対して江藤の立場が弱かったともいわれている。トレード通告に対して江藤は「中日の江藤で終わりたい」とトレードを拒否。江藤は水原の自邸を訪問して中日残留を直訴したともされるが、江藤の訴えは容れられず、12月26日には任意引退に追い込まれてしまった。

### ロッテ時代
1970年に濃人がロッテオリオンズの監督に就任すると、江藤を引き取るべく中日と交渉。6月4日に形式上は川畑和人との交換トレードの形を取って、江藤は現役復帰を果たした。6月17日の対東映戦で代打で初出場すると、7月からは先発でも起用されるようになる。8月15日の西鉄戦（平和台）では、2回表に左翼席最上段に突き刺さる先制のソロ本塁打、7回表にはまたも左翼へのダメ押しソロ本塁打を放っている。途中加入ながらシーズンでは11本塁打、31打点を記録し、10年ぶりのロッテのリーグ優勝に貢献。巨人との日本シリーズでは第5戦（東京）で高橋一三から先制1号2ラン本塁打を放っている。
1971年には榎本喜八に代わり一塁手に定着し、開幕から四番打者として起用されて3度目の首位打者を獲得、史上初のセ・パ両リーグ首位打者となる。これは2011年に内川聖一が記録するまで、40年の長きに亘って江藤のみの記録であった。自身の誕生日である10月6日に行われたシーズン最終戦の南海戦（東京）で首位打者が確定したが、翌7日にオーナーの中村長芳から大洋へのトレードを通告される。当初はロッテ側が江藤・成田文男の2人と平松政次とのトレードを申し込んだが大洋側に断られたため、江藤と野村収の1対1交換という形で交渉が成立した。シーズン途中に濃人が放棄試合を起こして前半戦で二軍監督に降格され（シーズン終了後スカウトに転出）、後半戦から後任に守備・走塁を重視する二軍監督の大沢啓二が昇格（一軍・二軍の監督を入れ替え）したためのトレードであった。

### 大洋時代
移籍後は左翼手としてシピン・松原誠とクリーンアップを組んで中心打者として実績を残すが、投手陣の弱さもあってチームは3年連続5位に終わる。
1972年8月6日のヤクルト戦（川崎）ではストライクの判定に激昂し、球審に蹴りを何度も入れて退場。1973年6月28日の巨人戦（川崎）では無死一、二塁から土井正三が犠打、これを三塁手のクリート・ボイヤーが悪送球し1点を先制、更に満塁から末次民夫の犠飛でもう1点を追加した。大洋打線は先発の堀内恒夫から毎回走者を出しながら得点をあげられなかったが、7回裏に江尻亮の適時打で1点を返し、8回裏にシピンが遊撃手の上田武司のグラブをはじく安打で出塁、1死後に江藤が堀内の外角ストレートをバックスクリーンへと運ぶ2ラン本塁打で逆転。その後を4番手の山下律夫が抑えて3-2と、山下は約1年ぶりの勝利を手にした。逆転2ランを放った江藤はホームインの直前にベンチ前で両手、片足をあげピョンと跳び上がる得意のポーズを披露し、試合後に『あのケースではヤマは張れんよ。ただ無心、これだよ。ひっかけずに中堅方向へバットを押し出すように振ったので、打った瞬間入ると思った』と会心の一打を話した。バックスクリーン入りの本塁打には、賞金30万円と1年分の清涼飲料水が出た。

### 太平洋選手兼任監督時代
1975年に河原明との交換トレードにより、太平洋クラブライオンズへプレイングマネージャーとして移籍。これは、シーズン終了後に監督に昇格した秋山登が「使いにくい選手」として放出を決めると、江藤が熊本商の出身で福岡のノンプロ・日鉄二瀬にいた地縁を考慮して「太平洋なら引き受けてくれるのでは」と、当時福岡を本拠としていた太平洋に話を持ち掛けたことが発端である。一方の太平洋側にも、稲尾和久の後任として大沢の就任が9分9厘決まりかけていたのを「かつての西鉄のような荒々しい野武士野球を」と中村長芳オーナーが一転して、江藤に白羽の矢を立てた事情があり、監督兼任での獲得となった。球団運営会社である福岡野球の経営難により、用意された住居は6畳一間のアパートであったが、「俺は野球が出来ればええんじゃい」と意に介さなかったという。
1974年11月に江藤を送り出す大洋は中部謙吉オーナー同席の記者会見を行い、トレードというより太平洋監督就任の挨拶という内容の新天地にかける抱負を延々と述べた。太平洋も中村オーナーが同席して福岡市内のホテルで記者会見を行うが、地元記者クラブが「福岡でまず新監督の発表をして、そのあと東京でやろうというのならまだしも、先に東京でやるとは」と激怒し、中村に抗議文を突き付けて記者会見をボイコットした。
江藤は「クビになってはじめて、みんな後悔する」と、一度は自分も実業家を目指してユニホームを脱いだ経験から、広島を自由契約となった国貞泰汎の後悔ぶりを目につけ、1975年春早々にテストして採用。江藤はヤクルトの東条文博にも「まとめて面倒を見るか」と声をかけ、東条と国貞は「チャンスを与えられたオレたちは、ほんのひと握りの幸せものさ」と二人で口を揃えた。この二人以外にも「もう一度野球をやりたい」という自由契約選手を集めて行われるテストを行い、東条は不合格に終わったが、国貞のほか木原義隆・西沢正次・松林茂が広島から太平洋に移籍している。
また、かつて営んでいた料理屋によく飲みに来ていた関係で交流があった米川泰夫を一軍投手コーチに招聘し、大洋からは打撃投手兼通訳の古賀英彦を連れてきて、古賀は一軍投手コーチ補佐に就任。
在任中はユニフォームの後ろポケットにバットを突き刺すというスタイルで注目を集め、ファイト剥きだしのプレーと首脳陣にも思ったことを口に出す江藤は、投手出身で選手を長い目で見て育てようとする前任の稲尾のカラーを一掃すべく、力のある強打線で打ち勝つ野球を標榜。トレードで日本ハムから白仁天、近鉄から土井正博のスラッガーを獲得。このシーズンのライオンズ打線には山賊打線の異名が付けられた。ひと癖もふた癖もある個性派ぞろいのチームは派手に打ち勝つゲームがあるかと思えば、打てないときは全くお手上げという大雑把な野球であったが、低迷するライオンズの現状を打ち破るのではないかという期待をファンに抱かせた。6月1日のロッテ戦（川崎）で水谷則博から球界史上初の全球団から本塁打を、9月6日の近鉄戦（藤井寺）では通算2000安打を達成。翌7日付のスポニチ東京版の2面の最下段に罫線で囲まれた記事は10行程度であり、江藤は「記録よりも勝てばチームは5割だった。勝ちたかった」と一言だけ談話を残している。個性重視は個人成績に表れ、東尾修が最多勝、移籍組の土井が本塁打王、白が首位打者を獲得。タイトルを獲らせるために、白や土井の打順をいじるだけでなく、欠場もさせた。東尾に関しては連投をさせ、勝てそうな試合はリリーフで登板させ、白星を稼いだ。「タイトルを獲れば選手として責任が芽生える。それがチームの強化に繋がる」というのが江藤の持論であった。チーム成績は前期2位・後期4位の通算3位で、球団が福岡野球の経営に移ってから初のAクラス入りとなる成績を上げた。
土井は「江藤さんは門限なんか言わんし、やりやすいチームでした」と述べている。江藤は「来年も山賊野球で大暴れしてペナントに挑戦する」とやる気満々であったが、打撃3部門に2人、最多勝と計3人も主要タイトルを3人も獲得し、西鉄から西武への過渡期の太平洋・クラウン時代で唯一のAクラス入りも借金4で、江藤の采配にはフロントも「優勝もしていないのに個人タイトルばかり獲らせて・・・。契約更改がゾッとする経営者泣かせの監督だ」と顔をしかめた。借金がかさみ、給料の遅配もあった当時の太平洋にとって、江藤の山賊軍団は迷惑な存在になっていた。太平洋は前述の大沢への再度の打診を行うが、大沢は日本ハム監督就任が決まる。そこで、一旦は江藤の留任が決まったが、同年12月にフロントはレオ・ドローチャーを招聘する構想に切り替えたことで監督を解任。ドローチャーから前向きな返事をもらうと、江藤は打撃コーチ兼選手に格下げとなるが、「やはり一選手の方がワシは向いている」と年末になって太平洋を退団。江藤の退任に伴って米川も1年でコーチを辞任。その後、結局ドローチャーは体調不良で来日せずに契約を破棄したため、後任監督にはヘッドコーチの鬼頭政一が昇格した。
在任中に竹之内雅史とベンチ裏で口論を繰り広げるなど、チーム内に団結力は生まれなかった。竹之内は後に「次の監督江藤さんだったけど、見ると聞くとじゃ大違い。豪快な人に見えるよね?それが繊細な人でね、気が小さいし。この人と俺、一回ケンカしたことあるんだよ。それが、監督のほうから謝ってきた。普通だったら、選手の立場から言うとクビって言われても仕方ないようなケンカやったのに。そういう意味じゃ、懐深ったのかもしれないね。」と振り返っている。
春のオープン戦で長崎県諫早に行った時には若い選手を集めて打撃理論を講義し、大田卓司は理解できず「できません」と言ってしまったが、江藤は「お前、いらない」と言って使わなかった。
がらっぱちで熱すぎる性格で、試合で選手がちょっとしたミスを犯してもコーチを呼んで蹴飛ばしたりした。伊原春樹はキャンプで右膝を痛めながらも我慢してプレーしていたが、限界に達し、江藤のスタイルとも合わないこともあり、球団上層部に「トレードに出してください」と直訴している。

### ロッテ復帰
1976年、金田正一監督の「プロとしての生きざまを若い選手に見てもらいたい」との誘いでロッテに復帰。金田は記者に獲得の理由を聞かれた際、「江藤に男の花道を飾らせてやる」と言っている。妻子を博多に残して四畳半の合宿所住まいを選び、大好きな酒も断ったほか、猛烈な走り込みなどで13kgの減量に成功。キャンプ地・鹿児島の天文館にあるマムシのエキス入りラーメンを食べて耐え、ジム・ラフィーバーも食べてスタミナを付けている。
ペナントレースに突入すると、4月4日の日本ハム戦（後楽園）で高橋から先制の1号2ラン本塁打を放ち、チームの初勝利に貢献。翌5日には野村から逆転の2号ソロ本塁打、14日の近鉄戦（後楽園）では井本隆から決勝の3号ソロ本塁打を放つ。17日の太平洋戦（宮城）では初回に関本四十四から先制打を放つなど、ロッテが4月に挙げた11勝中5勝は江藤の活躍によるものであった。5月には打率が3割を超え、金田も「予想以上。持っている技術が違うで。江藤さまさまや」と上機嫌になったが、6月になると右肘の古傷により成績は急降下。治療に通ったものの良くなることはなく、後期が始まるとほとんど出番が無くなる。7月7日の太平洋戦（平和台）で石井茂雄から最後の本塁打、8月13日の太平洋戦（平和台）で最後の安打、翌14日が現役最終出場となった。シーズン途中に金田がコーチ補佐の肩書を付けようとしたが、「ワシはコーチをやる前にアメリカの本場で打撃術をガムシャラに勉強したい」と言って拒否し、現役を引退。

### 引退後
引退後は1977年から病院建設関係の研究所の所長に就任する傍ら、東京12チャンネル→テレビ東京「○曜ナイター→戦国ナイター」、ラジオ関東「バッチリナイター」解説者を務めた。
江藤は「引退後は中日新聞の記者になりたい」と考えていたこともあり、野球を言語化して伝えることについては、前向きに捉えていたが、テレビ局やスポンサーとの付き合いが好きになれず、解説者時代は悶々としていた。江藤は常々「わしはこの仕事は嫌いや」と放言し、「どれだけ事前に取材して現場に臨んでも不勉強なアナウンサーが台なしにするんや。売り出したい選手を推してくるんじゃが、わしは野球については絶対に嘘は言えん」と言っていたほか、「新人選手の評価や順位予想について節を曲げてまでコメントを出すのは、嫌で仕方がない」と親しい人物に漏らしていた。
この間の1977年に映画『野球狂の詩』に解説者役で出演して野球技術指導を担当したほか、少年野球の指導にも取組み、1978年には少年野球や草野球を中心にした野球雑誌『熱球』を発行。さらに、1980年9月には熊本日日新聞社の後援を受けて、熊本市の少年野球選手30名余を率いてブラジル遠征を実施。帰国後、世界少年野球協会（現在の少年軟式野球国際交流協会）の理事として有志を募り社団法人認可の準備に取りかかるが、乱脈に過ぎて経済的に行き詰まり、江藤は理事を辞任した。
1985年4月からは「日本一の富士山の下で日本一になる」と決め、静岡県田方郡天城湯ケ島町に日本野球体育学校（通称「江藤塾」）を設立。最初は天城湯ケ島町に野球場が建設されることになり、浄蓮の滝観光協会の肝入りで野球と観光をセットにしたボールパーク旅館などの着想があったが、球場建設のアドバイザーをしていた江藤は太陽が沈む方角とホームベースの向きについてなど、事細かく助言。そのうちに「ここで野球の学校をやりたい」と思い至ったほか、少年野球の指導を続け、先述の少年野球のブラジル遠征などを行なっているうちにあまりに閉塞的な日本の育成状況に憤りを感じていた。
天城の球場が竣工すると、江藤は観光協会の協力を得て、営業を止める予定になっていた『りん泉』という旅館を寮として借り受け、後に合宿所は「百錬寮」と名付けられた。野球場についてはその管理をすることで、使用も許され、練習をする場所と寝泊まりする施設を確保すると、雑誌や新聞に「日本野球体育学校が開校します!」という広告を打って入校する選手を募集。学校法人化を目指し、教務部長に文部省OBを据えて授業カリキュラムを作成。申請書類も準備していたが、初年度は学生が23名しか集まらず、申請資格は在籍学生数が40名以上なので、申請は見送られた。任意団体のままであったが、1985年4月10日には、湯ヶ島町の講堂を借りて、堂々とした開校式が行なわれた。集まった生徒達は、15歳から23歳まで、様々な背景を背負っていた。中学は卒業したものの高校には行かず、けれど野球はしたいという者から、特待生で大学に入ったが、寮やグラウンドでの体罰に耐えかねて、退部をして学校を追われた者、関東の高校で1年時に遊撃のレギュラーで甲子園に出場するも、上級生に妬まれて殴り合いになり、それが原因でグレて暴走族に入り、交番を襲って退学になった人物もいた。
野球の指導はアマチュアの指導者資格を取っていた土屋弘光が行なってくれたが、これは江藤の拘りで、古い野球道を排し、ドジャース帰りの土屋に世界の先端をいくベースボールを教えてもらうという試みであった。土屋は技術も戦術も丁寧に指導していってくれたが、野球を教える以上は、本場アメリカのメソッドを必ず常に意識した。江藤は校長として寮やグラウンドにおける暴力による指導の禁止を徹底し、コーチにも絶対に手を上げるな、と厳命していた。生徒には意見があれば、たとえ年上の者であっても、たとえどんなに地位が上の者であってもはっきりと述べろ、とことあるごとに伝えた。開校して3ヶ月ほど経った頃、講義に目黒高校ラグビー部監督の梅木恒明を招いたことがあった。徹底したスパルタ指導で知られていた梅木は講演でも自身の軍隊式指導の効果を語り、緊張感を持たせるためとして、「私は夜中でも集合をかけて、10秒以内に起きてこない生徒はゲンコツで殴ります。人は身体で覚えるものです」と逸話も話した。梅木の講義の最中は大きな緊張が走ったが、質疑応答の時間になり、最年長の生徒が声を上げた。その生徒は福岡から来た生徒で、九州産業大学野球部を半年で辞めていた。梅木に「先生のお考えはそうかもしれませんが、暴力は大反対です。ボクは先輩に殴られて、野球に嫌気がさしました。犬畜生として扱うのではなく、人間として扱ってほしいと思うのです」と語り、江藤はこれを聞いて自分の考えが浸透していることの嬉しさを噛み締めた。江藤は著書で「人はよくうちの学校を戸塚ヨットスクールと間違える。落ちこぼればかりを集めて、暴力で生徒をつなぎとめる。親の手に負えない子ばかりの収容所、それがヨットと野球を取りちがえたと思われがちである。こっちはいい迷惑である。私らの学校はあくまでもプロの技術を求める集団でなくてはいけないのだ。野球の技術もあることながら、本当の野球の知識をおぼえさせなくてはいけないのだ。それには力づくで教え込んだところで何の役にも立たないのだ」と書いており、現役時代の豪快なイメージから、江藤が問題を起こした不良少年たちを野球における鉄拳制裁で更生させていると勝手に目されていた。
学生23人の中には、1988年に阪神へテスト入団したプロ入り第1号の竹峰丈太郎や、野球ブラジル代表投手・ダニエル・ミサキの父であるマルセル・ミサキが含まれていた。
午前中の座学の授業では、江藤の人脈を活かして、幾人もの選手やOBが講義に来たが、巨人のファームディレクターであった弟の省三、メジャー挑戦から帰国した江夏豊が僅か2ヶ月後に湯ケ島まで来てくれた。江夏が講義した後は、寮の赤電話の前に行列ができた。それぞれに訳があって入学した選手達が、親や親類、友人達に感動を伝えるために殺到した。
同年の暮れには元サッカー日本代表の釜本邦茂が講演に訪れ、流れで野球場でバッティングをしてみることになった釜本はプロ志望の投手と対戦。1球目は空振りで、2球目はかすってファウルし、目が慣れた3球目に左翼のフェンスを越える本塁打を放つ。江藤は目を丸くして「あんた、もし野球をやっていたら王、長嶋クラスになっていたよ」と言った。
1986年からは同校のクラブチーム「天城ベースボールクラブ」が社会人クラブチームとして登録され、公式戦の参加が許された。学校自体はまだ生徒数が23名で、学校法人申請基準の40名に達しておらず任意団体のままであり、寮は古い旅館を転用したもので、環境は劣悪と言えた。試合は、中央大学、国士舘大学といった東都大学野球リーグのチームやスリーボンド、ヨークベニマルなどの社会人チームと行われ、同年の全日本クラブ野球選手権大会に初出場。1991年には監督に岡嶋博治を招聘し、5年ぶり2度目の出場となった同年のクラブ選手権で初優勝を果たす。江藤自身はアマチュア指導資格を持っていなかったが、野球連盟の承認を受けて顧問という立場でベンチ入りし、さらにはクラブ運営でも積極的な動きを見せた。1992年にはヤオハンと業務提携し、チーム名を「ヤオハンジャパン硬式野球部」に改称。江藤は、ヤオハンのオーナー一族に「社名変更にあたって宣伝広告で新聞各紙に1億円出すなら、同じ静岡の野球チームに投資されませんか」と説き、ヤオハンはこの提携を受け入れた。クラブ登録から企業登録へ変更し、選手強化を進めていった結果、1994年には都市対抗野球大会に初出場する。1回戦でいすゞ自動車を敗るも、2回戦で本田技研鈴鹿に敗退した。トップバッターとしてチームを牽引した大西崇之が江藤の古巣である中日入りし、1995年からは監督が岡嶋から加藤和幸コーチに交代。同年の静岡予選を全敗してしまうが、江藤はここで動き、ロッテ時代の盟友であった木樽正明や野球殿堂入りした広岡達朗が指導に来てくれた。木樽も広岡も縦に落ちるスライダーを操る岡本真也に目をかけて熱心にピッチングを教えるなど、立て直した成果が出て、1997年には3年ぶり2回目の出場を果たす。
江藤のパイプから、広岡、江夏といった面々が指導に来てくれたが、特に広岡は頻繁に訪問してくれては、内野手出身であるにも関わらず投手の技術について詳細に教えてくれた。講義の時間は江藤自らが教壇に立ち、『ドジャースの戦法』も必読で、『攻撃の際は、常に1、3塁にして続けていけ』と教えた。攻撃時は1、3塁を続け、守備の際には作らせないようにするという定石は落合博満も同様であった。
「プロはいいぞ」と事あるごとに自分の体験を語って聞かせてモチベーションを上げたほか、企業スポーツでも実力が給料に反映されるべきと考え、ヤオハンに掛け合って、選手には年功序列ではなく野球の技量で給料が支払われるようになっていた。結果を出して20代でも月に50万貰っている野手もおり、これらの環境整備もまたプロ志向の考えからであった。
岡本は冬場もストイックに練習に打ち込んだことで投げるボールは見違えるように球速が上がり、エースに上り詰めた。
都市対抗終了後、秋季練習に移行しようとしていた9月に親会社が倒産して活動を休止。江藤はチームを受けてくれる企業を探しに奔走し、1998年からはアムウェイと業務提携したうえでクラブチーム「アムウェイ・レッドソックス」として再出発。冠に企業名がついたが、スポンサー料は年間500万円しかなかった。アムウェイ側はトップの江藤を筆頭にした自社の会員拡大を期待したが、人間関係をビジネスにすることが大嫌いであった江藤は頑として断り、ネーミングライツ以上のことはしなかった。江藤が企業チームを探すというのを信じて、選手は休業補償をもらい、アルバイトをしながらプレー。同年のクラブ選手権で7年ぶり2度目の優勝を達成し、MVPは捕手の貝塚茂夫が獲得するが、この時は女子選手の松本彩乃が決勝のウイニングボールを掴んでいた。江藤は以前より女子野球の普及にも注力をし、クラブチームに変わったことを前向きに捉えて、レッドソックスに女子選手も登録することを考えついた。スポンサー企業獲得に奔走する一方で、「沼津で女子野球をやりませんか」という新聞広告を打つと、全国から、10名以上の選手がテストを受けにやって来た。天城ドームで行なわれたセレクションの結果、このうちの4人を選手採用し、春先から試合に参加させていた。松本は女子野球部のある金沢学院大学のOGであった。1999年からはマルハンがスポンサーに付く動きもあったが立ち消えになり、江藤の奔走も空しく、チームは同年限りで活動を終了。
講義の時間は技術論や野球論を徹底的に教え、チームがヤオハン→アムウェイと変わっても『天城ベースボールスクール』と墨で記した木製の手作り感満載の看板は、寮の入り口から絶対外さなかった。
その他の活動では1993年から岐阜県スポーツ少年団指導員に終身したほか、ブラジルでの野球指導やオーストラリアの野球プロ化にも尽力。2001年には自由連合の候補として第19回参議院議員通常選挙に比例代表区から出馬するも落選。駿河台大学非常勤講師、特定非営利活動法人ワールドベースボールアカデミー理事長も務めた。
省三が臨時コーチを務める三菱自動車岡崎を数回指導したこともあったが、江藤がある選手に打撃を教えているすぐ横で、選手同士が揉めて喧嘩を始めてしまったことがあった。江藤は日鉄二瀬で濃人のスパルタ野球を経験していたが、その江藤に「オレが教えている横で、殴り合いしているヤツがいる。こりゃ、すごいチームだな」と驚かせるほど、その頃の三菱自動車岡崎は血気盛んな選手の集まりであった。
2003年夏頃に脳梗塞で倒れて入院、以後は寝たきりの生活であった。弟の省三によれば、入院してからは球界関係者の見舞いを断り続けて、親族のみの訪問だけ受け入れていたとのことである。2008年2月28日午後3時38分、肝臓癌のため東京都内の病院で死去。葬儀・告別式は東京都桐ケ谷斎場で行われた。葬儀委員長は渋沢良一元セ・リーグ事務局長。喪主は三女が務めた。70歳没。2010年、野球殿堂入り。

## 選手としての特徴
- 背番号8を長く背負ったことから「エイトマン」の愛称で呼ばれたほか、闘志溢れる打撃フォームや豪快なスイングに、一塁へのヘッドスライディングなど、常に全力を出し切るプレースタイルで「闘将」と呼ばれた。
- 「丁寧に打つこと、特に最終打席を大切に」をモットーに相手チームの先発ローテーションを1ヶ月先まで予測し、過去数年間のデータと付き合わせ、実践的バッティングを予習するという細心にして根気強い研究による自信に裏付けられたバッティングであった[44]。
- 球を捉えに行くが下半身は残り、踏み込んで半身に構えるとアウトコースが甘くなるため、外に逃げる球でもバットの芯に当たった。それを右手を返さないでヘッドを左中間に持って行ったが、打球もまさに弾丸ライナーで、遊撃手が取れると思ってジャンプした球が加速してそのまま左翼席に突き刺さったこともあった[45]。
- 捕手出身で外野守備は得意とは言えなかったが、強肩には定評があり、1969年には15補殺を記録している。

## 人物
- 日鉄二瀬時代、江藤は「自分は高校までだったから3人の弟は大学を出す」と月給11000円のうち、2/3の8000円を学費として実家に送金していた。また、中日入団後も最初の給料を全額実家に送金したが、あとで生活費がないことに気づき、5000円だけ送り返してもらったという[5][46]。
- 中日の球団職員を57年に渡って務めあげた足木敏郎は「野球選手に欠落しがちな社会常識もしっかり持ち合わせた人でした。マネージャーという立場上、江藤からよく電話がかかってきましたが、応対は実にていねいでした。『もしもし、足木さんのお宅でしょうか。江藤でございます」と名乗ったあと、必ず「いつもお世話になっております』と続けるのです」と振り返っており、他の選手は名乗ると同時に要件を話し出すが、江藤だけはベテランになっても年俸が上がっても御礼の言葉が必ずついた。容姿や言動からは想像できない繊細さや誠実を併せ持っており、引退後も試合のチケットなどを手配すると必ず毛筆で書いた達筆の礼状が送られてきた。しかもそれらは書の作品の域に達していたという[45]。
- ギター演奏も得意であり、メキシコのラテンソング「ラ・マラゲーニャ」というスペイン語の曲を中でも得意とした。物真似もうまく、大河内傳次郎の丹下左膳は宴席が最高に盛り上がった[45]。
- 引退後は周囲の人間に野球の学校とか、独立リーグとか、アメリカのマイナーリーグの選手の育て方とかを熱心に話していたため、当時は「夢見る慎ちゃん」というあだ名がついた。省三は「だけど今は、もうそれが全部実現しているじゃないですか。プロを目指す選手育成のチームやアイランドリーグやBCリーグもしっかりある。昔、もしあの人に財力があって、もう少し理解者がいてうまくいったら、もっと早く、この環境は整っていたんじゃないでしょうか。」と振り返っている[45]。
- 大西崇之は「僕は高校を転校したし、大学も中退という波乱に富んだ野球半生でしたが、天城にいたあの時代にプロの野球選手としての土台を築いてもらいました。江藤さんは気性が激しいイメージで語られているかもしれませんが、僕は厳しいとか、怖いとか思ったことは一度もないですよ。"親父"といつも呼んでいました」と振り返っており、中日での現役時代、神宮での試合前に解説の仕事でグランドに降りていた江藤を見かけた星野仙一監督が「おい、大西!お前がプロに入れたのはあの人のおかげやろ。挨拶してこい」と声をかけてきたこともあった[45]。
- 落合博満がロッテから中日に移籍した1年目の1987年、江藤と広野功（1984年 - 1986年に打撃コーチとして落合を指導）には心を許し、報道陣シャットアウトの打撃練習場に入れていた[47]。
- 2001年2月には大西と岡本、ヤオハン時代二人の教え子を訪ねにキャンプ先のホテルに現れた[36]。昼食の時間に「飯食おう」と言って、昼間にホテルの1階の選手全員が通るところで、いきなりビール大ジョッキを注文[36]。岡本は後に「ああ中日はやっぱりこの人のホームなんだなと思いました」と振り返っている[36]。

## 詳細情報

### 年度別打撃成績
| 年 度      | 球 団      | 試 合 | 打 席 | 打 数 | 得 点 | 安 打 | 二 塁 打 | 三 塁 打 | 本 塁 打 | 塁 打 | 打 点 | 盗 塁 | 盗 塁 死 | 犠 打 | 犠 飛 | 四 球 | 敬 遠 | 死 球 | 三 振 | 併 殺 打 | 打 率 | 出 塁 率 | 長 打 率 | O P S |
| ---------- | ---------- | ----- | ----- | ----- | ----- | ----- | -------- | -------- | -------- | ----- | ----- | ----- | -------- | ----- | ----- | ----- | ----- | ----- | ----- | -------- | ----- | -------- | -------- | ----- |
| 1959       | 中日       | 130   | 529   | 495   | 52    | 139   | 19       | 3        | 15       | 209   | 84    | 13    | 12       | 0     | 4     | 27    | 5     | 3     | 58    | 9        | .281  | .319     | .422     | .742  |
| 1960       | 中日       | 130   | 474   | 429   | 48    | 108   | 19       | 2        | 14       | 173   | 61    | 7     | 11       | 0     | 4     | 36    | 5     | 5     | 49    | 8        | .252  | .314     | .403     | .718  |
| 1961       | 中日       | 130   | 540   | 480   | 50    | 128   | 17       | 1        | 20       | 207   | 77    | 4     | 8        | 4     | 8     | 46    | 6     | 2     | 48    | 10       | .267  | .328     | .431     | .760  |
| 1962       | 中日       | 133   | 562   | 493   | 74    | 142   | 13       | 0        | 23       | 224   | 61    | 4     | 4        | 1     | 5     | 60    | 5     | 3     | 61    | 4        | .288  | .365     | .454     | .820  |
| 1963       | 中日       | 140   | 583   | 510   | 72    | 148   | 26       | 0        | 25       | 249   | 70    | 12    | 7        | 0     | 5     | 61    | 13    | 7     | 50    | 9        | .290  | .370     | .488     | .859  |
| 1964       | 中日       | 140   | 527   | 468   | 57    | 151   | 21       | 0        | 21       | 235   | 72    | 5     | 1        | 0     | 6     | 47    | 6     | 6     | 43    | 13       | .323  | .387     | .502     | .889  |
| 1965       | 中日       | 129   | 529   | 443   | 75    | 149   | 22       | 2        | 29       | 262   | 74    | 6     | 3        | 0     | 2     | 81    | 18    | 3     | 36    | 13       | .336  | .440     | .591     | 1.032 |
| 1966       | 中日       | 102   | 413   | 364   | 51    | 117   | 16       | 1        | 26       | 213   | 91    | 1     | 1        | 0     | 2     | 43    | 15    | 4     | 30    | 9        | .321  | .397     | .585     | .982  |
| 1967       | 中日       | 132   | 553   | 481   | 85    | 133   | 20       | 1        | 34       | 257   | 78    | 6     | 6        | 0     | 4     | 64    | 14    | 4     | 49    | 9        | .277  | .363     | .534     | .898  |
| 1968       | 中日       | 131   | 535   | 487   | 80    | 147   | 29       | 1        | 36       | 286   | 93    | 7     | 3        | 0     | 2     | 40    | 5     | 6     | 59    | 12       | .302  | .361     | .587     | .948  |
| 1969       | 中日       | 119   | 497   | 436   | 51    | 122   | 20       | 2        | 25       | 221   | 84    | 1     | 3        | 0     | 6     | 51    | 9     | 4     | 52    | 10       | .280  | .356     | .507     | .863  |
| 1970       | ロッテ     | 72    | 181   | 146   | 21    | 42    | 4        | 0        | 11       | 79    | 31    | 1     | 1        | 0     | 3     | 30    | 3     | 2     | 23    | 6        | .288  | .409     | .541     | .950  |
| 1971       | ロッテ     | 114   | 446   | 389   | 57    | 131   | 8        | 1        | 25       | 216   | 91    | 3     | 1        | 0     | 6     | 49    | 5     | 2     | 41    | 15       | .337  | .408     | .555     | .963  |
| 1972       | 大洋       | 103   | 309   | 276   | 37    | 69    | 9        | 0        | 18       | 132   | 51    | 0     | 0        | 0     | 2     | 29    | 3     | 2     | 35    | 8        | .250  | .324     | .478     | .802  |
| 1973       | 大洋       | 111   | 405   | 365   | 30    | 103   | 7        | 0        | 15       | 155   | 44    | 2     | 3        | 0     | 1     | 38    | 5     | 1     | 33    | 20       | .282  | .351     | .425     | .775  |
| 1974       | 大洋       | 111   | 403   | 378   | 34    | 110   | 11       | 0        | 16       | 169   | 67    | 3     | 0        | 0     | 1     | 24    | 1     | 0     | 30    | 13       | .291  | .333     | .447     | .780  |
| 1975       | 太平洋     | 88    | 324   | 302   | 28    | 69    | 11       | 1        | 8        | 106   | 36    | 2     | 1        | 0     | 2     | 17    | 0     | 3     | 31    | 12       | .228  | .275     | .351     | .626  |
| 1976       | ロッテ     | 69    | 237   | 214   | 22    | 49    | 2        | 0        | 6        | 69    | 24    | 1     | 2        | 0     | 4     | 18    | 0     | 1     | 24    | 6        | .229  | .287     | .322     | .609  |
| 通算：18年 | 通算：18年 | 2084  | 8047  | 7156  | 924   | 2057  | 274      | 15       | 367      | 3462  | 1189  | 78    | 67       | 5     | 67    | 761   | 118   | 58    | 752   | 186      | .287  | .358     | .484     | .841  |

- 各年度の太字はリーグ最高

### 年度別監督成績
| 年度   | チーム | 順位 | 試合 | 勝利 | 敗戦 | 引分 | 勝率 | ゲーム差 | チーム 本塁打 | チーム 打率 | チーム 防御率 | 年齢 |
| ------ | ------ | ---- | ---- | ---- | ---- | ---- | ---- | -------- | ------------- | ----------- | ------------- | ---- |
| 1975年 | 太平洋 | 3位  | 130  | 58   | 62   | 10   | .483 | 2位・4位 | 135           | .261        | 3.73          | 38歳 |

- 1975年から1996年までは130試合制
- 1973年から1982年までは前後期制のため、ゲーム差欄は前期、後期順位の順に表示

### タイトル
- 首位打者：3回（1964年、1965年、1971年） ※2年連続はセ・リーグ歴代4位タイ、右打者4位タイ。両リーグでの首位打者は江藤と内川聖一の2人のみ
- 最高出塁数：1回（1971年）

### 表彰
- ベストナイン：6回（1961年、1963年 - 1966年、1968年）
- オールスターゲームMVP：2回（1965年 第3戦、1968年 第1戦）
- 野球殿堂エキスパート部門（2010年）

### 記録
初記録
- 初出場・初先発出場：1959年4月11日、対大洋ホエールズ1回戦（中日スタヂアム）、5番・一塁手で先発出場
- 初安打・初打点：同上、6回裏に鈴木隆から右前適時打
- 初本塁打：1959年4月15日、対読売ジャイアンツ2回戦（後楽園球場）、9回表に伊藤芳明から左越2ラン

節目の記録
- 100本塁打：1964年4月5日、対阪神タイガース2回戦（中日スタヂアム）、9回裏に村山実から左越ソロ ※史上35人目
- 150本塁打：1966年5月3日、対読売ジャイアンツ4回戦（後楽園球場）、1回表に中村稔から左越先制決勝2ラン ※史上21人目
- 1000安打：1966年6月26日、対大洋ホエールズ11回戦（川崎球場）、6回表に平岡一郎から中前安打 ※史上24人目
- 1000試合出場：1966年8月4日、対読売ジャイアンツ16回戦（中日スタヂアム）、4番・左翼手で先発出場 ※史上114人目
- 200本塁打：1967年9月19日、対読売ジャイアンツ21回戦（後楽園球場）、7回表に中村稔から左越3ラン ※史上15人目
- 250本塁打：1969年5月25日、対読売ジャイアンツ6回戦（中日スタヂアム）、3回裏に高橋一三から左越3ラン ※史上7人目
- 1500安打：1970年8月16日、対西鉄ライオンズ18回戦（小倉球場）、4回表に後藤清から三塁内野安打 ※史上26人目
- 1500試合出場：1971年4月29日、対南海ホークス4回戦（大阪球場）、4番・一塁手で先発出場 ※史上37人目
- 300本塁打：1971年8月5日、対東映フライヤーズ17回戦（東京スタジアム）、2回裏に柳田豊から先制ソロ ※史上6人目
- 1000打点：1972年7月16日、対広島東洋カープ16回戦（青森県営野球場）、9回裏に大石弥太郎から右前適時打 ※史上9人目
- 3000塁打：1973年5月26日、対読売ジャイアンツ7回戦（川崎球場）、4回裏に関本四十四から右前安打 ※史上9人目
- 350本塁打：1974年9月23日、対ヤクルトスワローズ23回戦（川崎球場）、4回裏に松岡弘からソロ ※史上6人目
- 2000試合出場：1975年8月27日、対日本ハムファイターズ後期11回戦（平和台球場）、5番・指名打者で先発出場 ※史上10人目
- 2000安打：1975年9月6日、対近鉄バファローズ後期7回戦（藤井寺球場）、9回表に柳田豊から右翼線二塁打 ※史上9人目

その他の記録
- 全球団から本塁打：1975年6月1日、対ロッテオリオンズ前期12回戦（川崎球場）、7回表に水谷則博から左中間ソロ ※史上初
- オールスターゲーム出場：11回（1959年、1961年 - 1969年、1971年）

### 背番号
- 8（1959年 - 1969年、1972年 - 1974年）
- 12（1970年 - 1971年、1975年 - 1976年）

## 関連情報

### 出演番組
- 女たちの大坂城（1983年11月3日、読売テレビ） - 坂崎直盛 役

### 主な著書
- 闘将 火と燃えて～山賊軍団を率いる男の履歴書～（1975年、鷹書房）
- はばたけ少年野球～950万球児の青空学校～（1982年、広済堂）
- 野球は根性やない（1986年、大和書房）

### 関連書籍
- 江藤慎一とその時代　早すぎたスラッガー（木村元彦著、ぴあ、2023年、ISBN 9784835646534）